# AZC Gilze

AZC Gilze

AZC Gilze is een asielzoekerscentrum (azc) gelegen in de Nederlandse gemeente Gilze en Rijen. Het centrum maakt deel uit van de landelijke opvangstructuur voor vluchtelingen en asielzoekers die tijdelijk in Nederland verblijven.

## Geschiedenis
AZC Gilze is sinds 1993 gevestigd op een voormalig luchtmachtterrein. Het centrum was een van de eerste opvanglocaties in de regio en heeft door de jaren heen verschillende uitbreidingen en renovaties ondergaan. In 2010 werd een gedeelte van de locatie ingericht als procesopvanglocatie (POL), en in 2011 werd een gezinslocatie toegevoegd. Het azc speelt een belangrijke rol in de opvang van vluchtelingen die in Nederland asiel aanvragen. In 2020 werd het centrum gemoderniseerd om de opvangcapaciteit en voorzieningen te verbeteren, met een geplande voltooiing van het project in 2025.

## Locatie en faciliteiten
AZC Gilze bevindt zich in de buurt van de plaats Gilze, op een terrein dat oorspronkelijk bestond uit een voormalige militaire locatie. Het uitgestrekte terrein omvat tientallen hectaren bos met ongeveer 40 woon- en kantoorgebouwen. Er kunnen tot 1.200 bewoners worden gehuisvest. Het AZC biedt onderdak aan asielzoekers en heeft verschillende voorzieningen, zoals een kantine, gezamenlijke ruimtes en faciliteiten voor taallessen en andere integratieprogramma's. Het terrein is goed bereikbaar en ligt nabij belangrijke verkeersaders, zoals de snelwegen A58 en A27.

## Organisatie en beheer
Het AZC Gilze valt onder het beheer van het Centraal Orgaan Opvang Asielzoekers (COA), de overheidsinstantie die verantwoordelijk is voor de opvang van asielzoekers in Nederland. Het COA zorgt voor de dagelijkse leiding van het centrum, inclusief de coördinatie van de opvang, het verstrekken van voorzieningen en de begeleiding van de bewoners. Daarnaast werken er bij AZC Gilze diverse partners, zoals welzijnsorganisaties, maatschappelijke organisaties en lokale overheden, die ondersteuning bieden bij de integratie van de bewoners.
Het COA is verantwoordelijk voor de coördinatie van het asielproces, maar ook voor het bieden van basisbehoeften, zoals voedsel, onderdak en zorg. Daarnaast speelt het COA een rol in het organiseren van activiteiten en trainingen om de integratie van bewoners te bevorderen, zoals taalonderwijs en culturele activiteiten. AZC Gilze is een van de grotere locaties in de regio, met een constante instroom van nieuwe bewoners.

## Bewoners en activiteiten
AZC Gilze huisvest vluchtelingen die in Nederland asiel aanvragen. De bewoners komen uit verschillende landen, zoals Syrië, Eritrea, Afghanistan en Somalië, en worden tijdelijk opgevangen terwijl hun asielaanvraag wordt verwerkt. De opvang duurt gemiddeld enkele maanden, maar kan langer duren afhankelijk van het asielproces.
Het centrum biedt diverse voorzieningen en activiteiten om de bewoners te ondersteunen tijdens hun verblijf. Er worden taallessen Nederlands aangeboden, die essentieel zijn voor de integratie in de samenleving. Daarnaast zijn er vaak culturele en sportieve activiteiten die de bewoners helpen om zich te ontspannen en sociale contacten te leggen met anderen in het centrum.
In samenwerking met lokale organisaties worden er ook integratietrajecten georganiseerd, zoals workshops over het leven in Nederland, werkgelegenheidsmogelijkheden en sociale integratie. Het AZC speelt een belangrijke rol in de ondersteuning van de bewoners, zodat zij zich kunnen voorbereiden op een mogelijke toekomst in Nederland.

## Samenwerking met lokale gemeenschappen
AZC Gilze werkt nauw samen met de lokale gemeenschappen van Gilze en Rijen om een goede integratie van asielzoekers te bevorderen. Lokale organisaties, vrijwilligers en bewoners worden vaak betrokken bij verschillende initiatieven om zowel de asielzoekers als de regio te ondersteunen. Dit omvat activiteiten zoals taallessen, integratieprogramma's, sportevenementen en culturele uitwisselingen.
Daarnaast worden er door het COA en de gemeente gezamenlijk evenementen georganiseerd, zoals informatieve bijeenkomsten en ontmoetingsdagen, waarbij lokale bewoners de kans krijgen om in contact te komen met de bewoners van het AZC. Het doel van deze samenwerking is om wederzijds begrip en respect te bevorderen en om eventuele spanningen te verminderen.

## Omstreden zaken en kritiek
Het AZC Gilze heeft in het verleden te maken gehad met kritiek en protesten van lokale bewoners. Sommige inwoners van Gilze en Rijen hebben bezorgdheid geuit over de druk die het asielzoekerscentrum uitoefende op de lokale voorzieningen, zoals onderwijs, gezondheidszorg en huisvesting. Er zijn ook zorgen over de integratie van asielzoekers en de mogelijke gevolgen voor de sociale samenhang in de regio.
In reactie op deze bezorgdheden heeft het COA intensief gewerkt aan het verbeteren van de communicatie met de lokale bevolking. Er worden regelmatig gesprekken gevoerd tussen het COA, de gemeente en lokale bewoners om wederzijds begrip te bevorderen en om mogelijke zorgen te adresseren.